# Tommy Cash (rapero)
Tomas Tammemets (Tallin, Estonia, 18 de noviembre de 1991), más conocido por su seudónimo Tommy Cash (en ocasiones estilizado como TOMM¥ €A$H), es un rapero, cantante y artista conceptual estonio. En 2014, Tommy Cash publicó su primer álbum de estudio, Euroz Dollaz Yeniz; dos años más tarde alcanzaría fama internacional con su tema «Winaloto», galardonado en los Premios Eesti Muusikaauhinnad en la categoría de "Mejor vídeo musical del año". Su segundo disco, titulado ¥€$, fue lanzado en 2018. A finales de 2024, Cash fue seleccionado como representante de Estonia para el Festival de la Canción de Eurovisión 2025, participando con la canción «Espresso macchiato». La canción calificó para la final y recibió 356 puntos, finalizando en tercera posición.

## Biografía
Tomas Tammemets nació en Tallin, teniendo raíces estonias, rusas y kazajas. Se ha descrito a sí mismo como ante todo estonio, en su alma europeo del este y escandinavo en un currículum. Tammemets se crio en la localidad de Kopli y durante su juventud fue graffitero. Cash ha admitido que su consumo de drogas lo llevó a ser "expulsado" de la escuela, por lo que nunca se graduó de la escuela secundaria, a pesar de presentarse a los exámenes. Posteriormente comenzó a pintar y bailar en lugar acudir al instituto.
En 2018, Cash lanzó una línea de ropa que imita de manera subversiva los estilos occidentales mezclados con elementos orientales y bromas internas. En noviembre de ese mismo año lanzó su segundo álbum ¥€$, recibiendo críticas positivas de revistas especializadas como Clash y Paper. ¥€$ contó con las actuaciones vocales de MC Bin Laden, Charli XCX, Rick Owens y Caroline Polachek, así como con la producción de Danny L Harle, A. G. Cook, Amnesia Scanner, Alex Dulfu y Boys Noize. En 2019 abrió el "Goodbye, Farewell Tour" de Oliver Tree junto al proyecto de Josh Ocean NVDES.
Fuera del mundo de la música, Cash es conocido por su estilo de baile en la escena báltica inspirado en elementos como el popping, krumping y el break-dance. En 2019 organizó una exposición en el museo de arte Kumu de Tallin, exhibiendo en colaboración con Rick Owens su propio esperma, entre otros artefactos.
El 30 de enero de 2020, Tommy Cash dio a conocer su primera gira oficial en los Estados Unidos, prevista para el 22 de marzo. Sin embargo, debido a la pandemia de COVID-19, la gira fue cancelada.
El 2 de abril de 2021, Cash lanzó el sencillo, titulado "Zuccenberg", en colaboración con Suicideboys y Diplo, y anunció que el nuevo EP se lanzará la próxima semana. El 9 de abril de 2021 se lanzó un EP de cinco canciones, Moneysutra (2021), con apariciones especiales de Suicideboys, Diplo, Riff Raff, Bones y Eldzhey. El 29 de abril también se lanzó un vídeo musical de "Racked".
Durante el verano de 2021, Cash apareció en varios sencillos. En julio de 2021, Cash lanzó una colaboración musical con el rapero polaco Quebonafide, llamada "Benz-Dealer", junto con un vídeo musical, con la aparición especial del campeón internacional de boxeo de peso pesado Mariusz Wach. Cash también apareció en la canción "Nude" de Boys Noize. En septiembre de 2021, Tommy colaboró con el cantante estadounidense Oliver Tree y Little Big en "Turn It Up", de su EP colaborativo "Welcome to the Internet", que se lanzó más tarde el 30 de septiembre de 2021. La canción fue acompañada de un vídeo musical. Al mes siguiente, fue el protagonista de "Check1" de Umru, el sencillo principal del primer álbum de estudio del productor estonio-estadounidense, "Comfort Noise" (2022), junto con un vídeo musical.
En diciembre de 2021, se programaron y anunciaron oficialmente nuevas fechas de gira con sedes adicionales en América del Norte y Europa. The Biggest and Strongest World Tour (2022) comenzó el 10 de febrero de 2022 en San Francisco, EE. UU., y originalmente iba a tener 19 shows en América del Norte y 28 shows en Europa, y finalizaría el 6 de mayo de 2022 en Tallin, Estonia. El 14 de abril de 2022 se confirmaron las tres fechas australianas. El espectáculo en Perth se añadió más tarde.

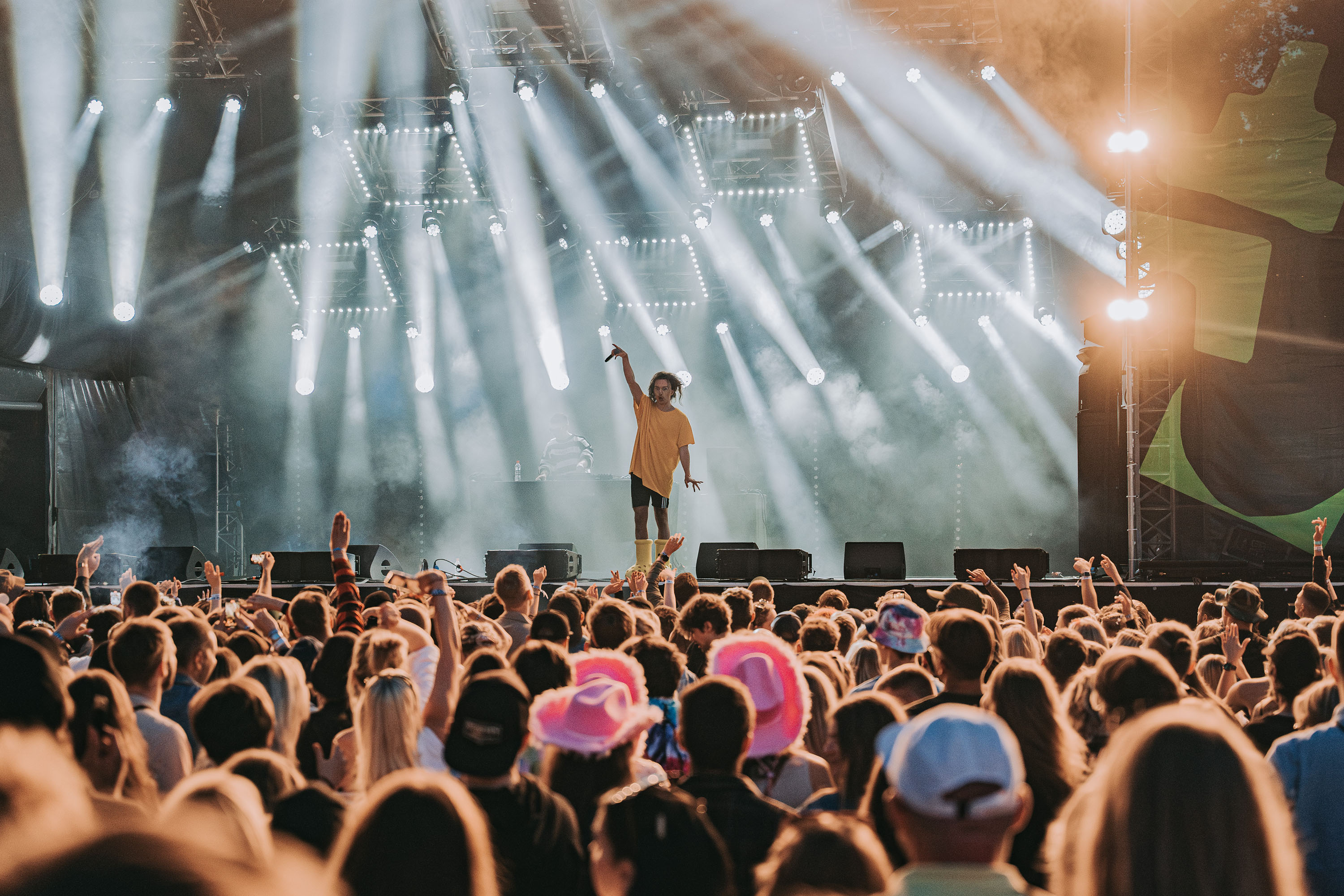
Cash actuando en el Festival Positivus 2023 en Riga, julio de 2023

En marzo de 2022 se lanzó la colaboración de Cash con el productor de discos kazajo Imanbek, la canción de trap con muchos bajos "Baby Shock", en la que también participaron Lost Capital y OhGeesy. El 30 de agosto de 2022, en Facebook, anunció el Autobahn Tour (2022), que consta de diez fechas en Alemania y Polonia. En septiembre de 2022, Cash también apareció en la portada de la revista King Kong, junto con el artista y rapero nacido en Corea del Sur MLMA. Al mes siguiente, el rapero estonio asistió como invitado especial junto a Anna Wintour, John Galliano, Riccardo Tisci y Demna al desfile YZYSZN9 de Kanye West que se celebró en París, Francia. La gira Amerika 2 (2022), que constaba de diez espectáculos en Estados Unidos y Canadá, se reprogramó debido a problemas con los visados.
En mayo de 2023, Cash formó parte del sencillo de Riff Raff, en el que participó Salvatore Ganacci, titulado "Ferrari". Durante el concierto de Käärijä del 19 de agosto de 2023, en el Olympiastadion de Helsinki, Tommy se unió a él en el escenario e interpretó "It's Crazy It's Party" por primera vez. El vídeo musical de la canción se lanzó el 15 de septiembre de 2023. En otoño de 2023, Tommy se unió a la gira mundial Alone in a Crowd de Oliver Tree (2023-24).
En enero de 2024, Cash lanzó su primer sencillo de 2024, "Tango", con el rapero canadiense bbno$, junto con un vídeo musical. Tommy Cash apareció en una nueva colaboración con Salvatore Ganacci titulada "Ass & Titties", lanzada el 12 de julio. Es la tercera colaboración entre Tommy Cash y Salvatore Ganacci, quienes habían trabajado juntos en "Heartbass" en 2019 y "Ferrari" en 2023. El 17 de julio de 2024, se lanzó un video de la canción en el canal de YouTube de Ganacci. La historia y el concepto del nuevo videoclip fueron creados por el propio Cash. El 20 de noviembre de 2024, Cash lanzó su tercer EP, High Fashion (2024), que contiene la producción de A. G. Cook, IC3PEAK y umru.
El 6 de noviembre de 2024, Cash fue anunciado como uno de los participantes en Eesti Laul 2025, la selección de Estonia para el Festival de la Canción de Eurovisión 2025, con la canción "Espresso macchiato", la cual ganó. La canción fue lanzada el 7 de diciembre de 2024. Su participación en Eurovisión generó polémica, tanto por el hecho de que "Espresso Macchiato" recibiera el rechazo de algunos medios de comunicación y políticos italianos por estereotipar al pueblo italiano y su cultura, como por su propio historial de frecuentes actuaciones en Rusia y colaboraciones con artistas rusos. El 13 de mayo interpretó "Espresso Macchiato" en la primera semifinal de Eurovisión y obtuvo 113 puntos, quedando quinto y clasificándose para la gran final. Tras su actuación en la final del sábado 17 de mayo, obtuvo 356 puntos y quedó en tercer lugar, por detrás de Austria e Israel.

## Discografía

### Álbumes
- Euroz Dollaz Yeniz (2014), Independiente
- ¥€$ (2018), Independiente

### EPs
- C.R.E.A.M. (2014), Music Kickup
- Moneysutra (2021), independiente
- High Fashion (2024), independiente

### Sencillos
- 2013 – Oldkool
- 2014 – Euroz Dollaz Yeniz'x
- 2015 – Leave Me Alone
- 2015 – ProRapSuperstar
- 2016 – Winaloto
- 2016 – Escalade
- 2016 – Orange Soda
- 2017 – Surf
- 2017 – Rawr
- 2018 – Cry
- 2018 – Pussy Money Weed
- 2018 – Little Molly
- 2018 – X-Ray
- 2019 – Sdubid
- 2021 – Zuccenberg (feat. Suicideboys y Diplo)
- 2021 – Benz-Dealer (con Quebonafide)
- 2022 – Baby Shock (con OhGeesy y Imanbek feat. Lost Capital)
- 2024 – Tango (con bbno$)
- 2024 – Cash Ready (con Mata y Jeleel!)
- 2024 – Ass & Titties (con Salvatore Ganacci)
- 2024 – Untz Untz
- 2024 – Espresso macchiato

### Colaboraciones
- «Volkswagen Passat», DJ Oguretz con Tommy Cash (2015)[49]
- «Give Me Your Money», Little Big con Tommy Cash (2016)[50]
- «Apel.», Pimp Flaco, Tommy Cash & Kinder Malo (2016)
- «Cry», TOMM¥ €A$H X IC3PEAK (2017)[51]
- «Delicious», Charli XCX con Tommy Cash (2017)[52][53]
- «Follow Me», Little Big con Tommy Cash (2018)
- «Who», Modeselektor con Tommy Cash (2019)
- «Impec», Lorenzo con Tommy Cash y Vladimir Cauchemar (2019)
- «Click», Charli XCX con Kim Petras y Tommy Cash (2019)
- «Forever In My Debt», Borgore con Tommy Cash (2019)
- «Heartbass», Salvatore Ganacci con Tommy Cash (2020)
- «xXXi_wud_nvrstøp_ÜXXx» (remix), 100 Gecs con Tommy Cash y Hannah Diamond (2020)
- «Alright», A. G. Cook con Tommy Cash (2020)
- «Turn It Up», Oliver Tree, Little Big con Tommy Cash (2021)
- «It's crazy, it's party», con Käärijä (2023)
- «Ca$h Ready», Mata con Tommy Cash y Jeleel (2024)
- «Ass & Titties», Salvatore Ganacci con Tommy Cash (2024)